# アングロ・アフガン条約 (1919年)

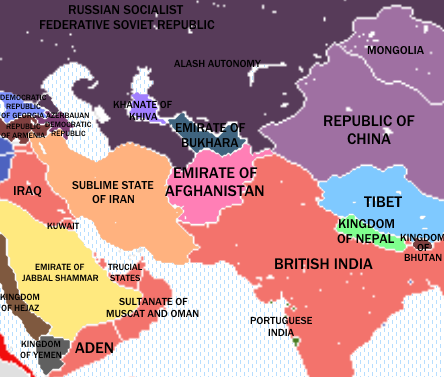
1919年のアフガニスタン周辺の世界地図。右側のイギリス領インド帝国との国境沿いがデュアランド・ラインである。なお当時の周辺国としては、アフガニスタンから見て上にあるのがマンギト朝ブハラ・ハン国、左にあるのがカージャール朝イランである。

アングロ・アフガン条約(アングロ・アフガンじょうやく、英: Anglo-Afghan Treaty of 1919)は、第三次アングロ・アフガン戦争の講和条約である。ラーワルピンディー条約とも呼ばれている。1919年8月8日にラーワルピンディーでイギリスとアフガニスタンによって調印された。イギリスはアフガニスタンの独立を認め(第5条)、イギリス領インドがカイバル峠を越えて領土を侵攻しないことに同意した。またそれまで支払われていたアフガニスタンへのイギリスの補助金を当条約で停止した。また独立国としてのアフガニスタンがデュアランド・ラインをインドとの国境として承認することに同意した。

## 余談
なおこの条約の原因となった戦争では決してイギリス側は敗北はしていなかったが、当講和条約はアフガニスタン側が有利となっている。その理由は当時インド国内で独立運動が激化し、また政府の財政的にも苦しくなっており、その結果イギリス政府がインドにおける利権及び植民地維持を優先する判断をしたからである。